# Craniotome furcata
Craniotome es un género monotípico de plantas con flores perteneciente a la familia Lamiaceae. Su única especie: Craniotome furcata (Link) Kuntze, Revis. Gen. Pl. 2: 516 (1891), es originaria de Asia donde se encuentra desde el Himalaya hasta Indochina.

## Descripción
Es una planta herbácea con tallos que alcanzan un tamaño de 1-2 m de altura, con base subleñosa, densamente hirsutos, a veces ramificados. Tiene un pecíolo de 2.5-7 cm, densamente hirsuto; la lámina es ampliamente ovado-cordada, membranosa e hirsuta. Las inflorescencias en forma de panículas de 14-18 cm de longitud; con pedúnculo de 6 mm. La corola de color rojizo o rojo púrpura, de 3-4 mm, por fuera peluda, escasamente pubescente en el interior.

## Distribución y hábitat
Se encuentra en los bosques y matorrales, a una altitud de 900-3200 metros, en Sichuan, Xizang, Yunnan, Bután, India, Laos, Birmania, Nepal y Vietnam.

## Taxonomía
Craniotome furcata fue descrita por (Link) Kuntze y publicado en Revisio Generum Plantarum 2: 516. 1891.
Sinonimia
- Ajuga furcata Link, Enum. Hort. Berol. Alt. 2: 99 (1822).
- Anisomeles furcata Loudon, Hort. Brit.: 232 (1830).
- Anisomeles nepalensis Spreng., Syst. Veg. 2: 706 (1825).
- Craniotome versicolor Rchb., Iconogr. Bot. Exot. 1: 39 (1825).
- Nepeta versicolor Trevir., Nova Acta Phys.-Med. Acad. Caes. Leop.-Carol. Nat. Cur. 13: 183 (1826).[3]